# Fărcășești
Fărcășești es una comuna ubicada en el distrito de Gorj, Rumania.

## Superficie
Cuenta con una superficie de 84,06 kilómetros cuadrados.

## Demografía
Hasta 2021 la población era de 3253 habitantes, con una densidad de población de 38,70 habitantes por kilómetro cuadrado.